# Braunsapis hyalina
Braunsapis hyalina là một loài Hymenoptera trong họ Apidae. Loài này được Reyes mô tả khoa học năm 1993.

## Hình ảnh

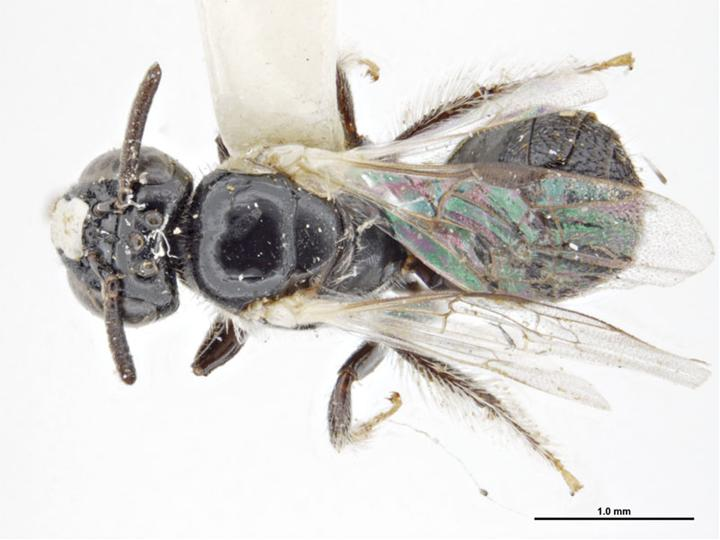
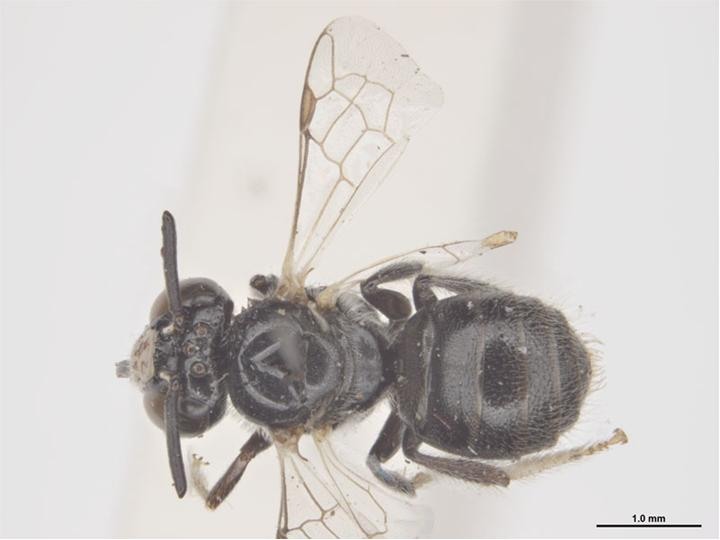